# Chrístos Zafíris
Chrístos Zafíris, né le 23 février 2003 à Athènes en Grèce, est un footballeur international grec qui joue au poste de milieu central au Slavia Prague.

## Biographie

### En club
Né à Athènes en Grèce, Chrístos Zafíris est formé en Norvège, notamment par le club de Vålerenga Fotball. Mais c'est avec le Grorud IL qu'il commence sa carrière professionnelle. Il joue son premier match en professionnel le 13 juillet 2020, lors d'une rencontre de championnat face au Sogndal Fotball. Il entre en jeu lors de cette rencontre remportée par son équipe sur le score de trois buts à un.
Le 20 août 2021, Chrístos Zafíris s'engage en faveur du FK Haugesund. Le joueur est toutefois prêté au Grorud IL jusqu'à la fin de l'année et rejoint Haugesund à partir du mois de janvier 2022. Il s'impose rapidement comme un joueur régulier du onze de départ, étant l'un des joueurs les plus utilisé par Jostein Grindhaug (en), son entraîneur.
Le 29 janvier 2023, lors du mercato hivernal, Chrístos Zafíris rejoint le Slavia Prague, en Tchéquie. Il décide de porter le numéro 10 et signe un contrat courant jusqu'en juin 2027,.
Il joue son premier match pour le Slavia le 11 février 2023, lors d'une rencontre de championnat face au FC Zbrojovka Brno. Il entre en jeu à la place d'Ondřej Lingr et son équipe s'impose par deux buts à zéro. Le 9 avril 2023, Zafeiris inscrit son premier but pour le Slavia, lors d'une rencontre de championnat face au FK Mladá Boleslav. Titulaire, il marque le but égalisateur de son équipe (1-1 score final).

### En sélection
Chrístos Zafíris représente l'équipe de Norvège des moins de 17 ans, jouant un total de six matchs entre 2019 et 2020.
Avec les moins de 18 ans il joue quatre matchs en 2021.
En septembre 2022, Chrístos Zafíris est appelé pour la première fois avec l'équipe de Norvège espoirs par le sélectionneur Leif Gunnar Smerud (en). Il joue son premier match avec les espoirs face à la Suisse, le 24 septembre 2022. Il est titularisé et son équipe s'impose par trois buts à deux,.
En 2024, alors qu'il a presque toujours joué pour la Norvège en sélection jusqu'ici, Chrístos Zafíris fait le choix de représenter la Grèce. En août 2024, il est convoqué pour la première fois avec l'équipe nationale de Grèce par le sélectionneur Ivan Jovanović. Il honore sa première sélection avec la Grèce lors de ce rassemblement, le 7 septembre 2024 contre la Finlande. Il entre en jeu à la place d'Andréas Bouchalákis lors de ce match remporté par la Grèce par trois buts à zéro.